# Exolygocoris
Exolygocoris is een geslacht van wantsen uit de familie van de Miridae (Blindwantsen). Het geslacht werd voor het eerst wetenschappelijk beschreven door Yasunaga in 2023.

## Soorten
Het genus is monotypisch en bevat alleen de volgende soort:

- Exolygocoris okinawa Yasunaga, 2023